# Åse Kristin Ask Bakke
Åse Kristin Ask Bakke (nascida a 30 de maio de 1996) é uma política norueguesa.
Ela foi eleita representante no Storting pelo círculo eleitoral de Møre og Romsdal para o período 2021-2025, pelo Partido Trabalhista.